# Чемпіонат світу Суперспорт
Чемпіонат світу Суперспорт — чемпіонату світу з шосейно-кільцевих мотоперегонів на серійних спортивних мотоциклах середнього класу, з робочим об'ємом двигуна 600 —750 см.куб. (в залежності від кількості циліндрів). Чемпіонат був організований у 1997 році як світова серія чемпіонату Superbibe і проводився промоутером FG Sport Group під егідою Міжнародної мотоциклетної федерації; у 1999 році став окремим чемпіонатом. З 2013 року організатором чемпіонату стала компанія «Dorna Sports».

## Історія
Чемпіонат Supersport був спочатку заснований як чемпіонат Європи  в 1990 році в рамках підтримки гонок класу Супербайк. Правила серії дозволяли використання 4-циліндрових мотоциклів з робочим об'ємом двигуна до 600 см³ та 2-циліндрових — до 750 см³. У 1997 році чемпіонат став Світовим ("World Series"), а європейська частина змагань отримала від Європейського Мотоциклетного Союзу титул «Чемпіонат Європи з шосейних перегонів» (European Road Racing Championship). Остаточний статус «Чемпіонат світу Суперспорт» був встановлений в 1999 році.
З сезону 2016 була запроваджена класифікація «Європейського кубку Суперспорт» — в ній могли узяти участь спортсмени з європейських країн, які виступали лише на європейських етапах (у першому сезоні — 6 з 13 етапів). Вимоги до техніки та правила участі залишались такими ж, як і у чемпіонаті світу, проте це дозволяло зекономити витрати учасників на участь у заокеанських етапах. Приємно, що участь у дебютному сезоні нової категорії взяв участь і український спортсмен — Ілля Михальчик, який виступив за команду Давіда Салома «DS Junior Team» на мотоциклі Kawasaki ZX-6R.

## Регламент
Під суперспорт-байком розуміється серійні гоночні мотоцикли.
Спортивні змагання відбуваються в рамках заїздів серії Superbike. Відкрита конкуренція мотициклів з двигунами різної конструкції і потужності надає перегонам особливу гостроту.
Максимальний робочий об'єм блоку циліндрів має не перевищувати:
- 600 cm³ у 4-циліндрових 4-тактних мотоциклів,
- 675 cm³ у 3-циліндрових 4-тактних та
- 750 cm³ у 2-циліндрових 4-тактних мотоциклів.

## Результати і пілоти
Першу перемогу в класі Supersport 28 березня 1999 здобув на мотоциклі Kawasaki британський гонщик Яін Макферсон (Iain MacPherson) на південно-африканській трасі К'яламі. Рекордсменом класу з чотирма чемпіонським титулам є турецький спортсмен Кенан Софуглу (Kenan Sofuoğlu).

## Мотоцикли
Основні на цей час (2013) представлені моделі:
- Honda CBR600RR
- KAWASAKI ZX 600   R F
- SUZUKI GSX-R600  L1
- TRIUMPH DAYTONA 675R
- YAMAHA YZF R6

## Переможці Чемпіонату світу Суперспорт

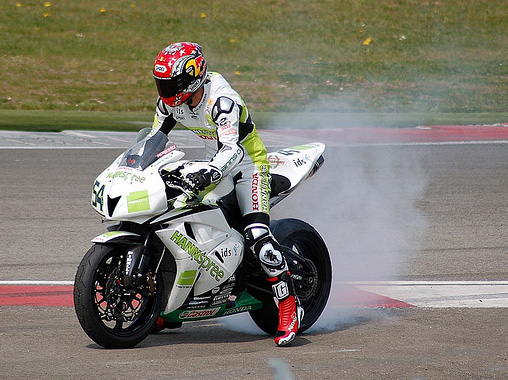
Чотириразовий чемпіон світу у класі Суперспорт Кенан Софуглу на Honda CBR600RR у Ассені, 2009 рік

| Сезон                                      | Гонщик                             | Команда                            | Мотоцикл                           | Чемпіон-виробник                   |
| Світова серія (англ. World Series)         | Світова серія (англ. World Series) | Світова серія (англ. World Series) | Світова серія (англ. World Series) | Світова серія (англ. World Series) |
| ------------------------------------------ | ---------------------------------- | ---------------------------------- | ---------------------------------- | ---------------------------------- |
| 1997                                       | Паоло Касолі                       |                                    | Ducati 748                         | Ducati                             |
| 1998                                       | Фабріціо Піровано                  | Team Alstare Corona                | Suzuki GSX-R600                    | Suzuki                             |
| Чемпіонат світу (англ. World Championship) |                                    |                                    |                                    |                                    |
| 1999                                       | Стефан Шамбон                      | Suzuki Alstare F.S.                | Suzuki GSX-R600                    | Yamaha                             |
| 2000                                       | Йорг Течер                         | Alpha Technik Yamaha               | Yamaha YZF-R6                      | Yamaha                             |
| 2001                                       | Ендрю Піт                          | Fuchs Kawasaki                     | Kawasaki ZX-6R                     | Yamaha                             |
| 2002                                       | Фабьєн Форе                        | Ten Kate Honda                     | Honda CBR600F                      | Suzuki                             |
| 2003                                       | Кріс Вермален                      | Ten Kate Honda                     | Honda CBR600RR                     | Honda                              |
| 2004                                       | Карл Маджерідж                     | Ten Kate Honda                     | Honda CBR600RR                     | Honda                              |
| 2005                                       | Себастьян Карпентьє                | Winston Ten Kate Honda             | Honda CBR600RR                     | Honda                              |
| 2006                                       | Себастьян Карпентьє                | Winston Ten Kate Honda             | Honda CBR600RR                     | Honda                              |
| 2007                                       | Кенан Софуглу                      | Hannspree Ten Kate Honda           | Honda CBR600RR                     | Honda                              |
| 2008                                       | Ендрю Піт                          | Hannspree Ten Kate Honda           | Honda CBR600RR                     | Honda                              |
| 2009                                       | Кел Кратчлоу                       | Yamaha World Supersport            | Yamaha YZF-R6                      | Honda                              |
| 2010                                       | Кенан Софуглу                      | Hannspree Ten Kate Honda           | Honda CBR600RR                     | Honda                              |
| 2011                                       | Чаз Девіс                          | Yamaha ParkinGO Team               | Yamaha YZF-R6                      | Yamaha                             |
| 2012                                       | Кенан Софуглу                      | Kawasaki Lorenzini                 | Kawasaki ZX-6R                     | Kawasaki                           |
| 2013                                       | Сем Лоус                           | Яхніч Мотоспорт                    | Yamaha YZF-R6                      | Kawasaki                           |
| 2014                                       | Міхаель ван дер Марк               | PATA Honda                         | Honda CBR600RR                     | Honda                              |
| 2015                                       | Кенан Софуглу                      | Kawasaki Puccetti Racing           | Kawasaki ZX-6R                     | Kawasaki                           |